# MEX3B
MEX3B‏ (Mex-3 RNA binding family member B) هوَ بروتين يُشَفر بواسطة جين MEX3B في الإنسان.